# Krahnstraße 4 (Osnabrück)

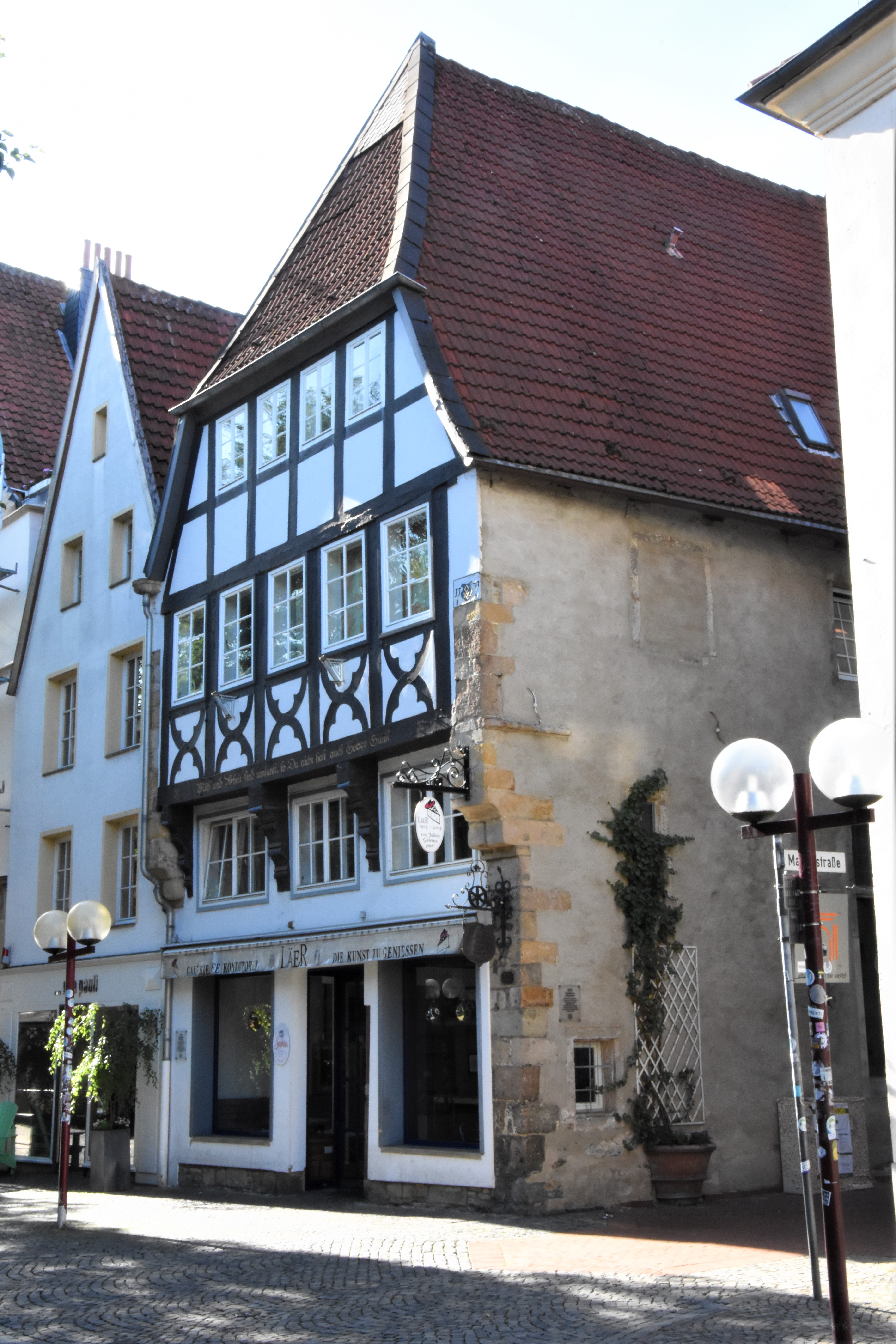
Krahnstraße 4

Krahnstraße 4 ist ein Dielenhaus in der Altstadt von Osnabrück. Es wurde laut einem in der Brandmauer eingelassenen Stein 1533 errichtet und gilt damit als das älteste inschriftlich datierte Fachwerkhaus der Stadt.

## Lage
Das Gebäude liegt am vorderen Abschnitt der Krahnstraße unweit des historischen Marktplatzes und in Sichtweite des Rathauses. An der Nordseite des Hauses befindet sich die Einmündung der Marienstraße.

## Geschichte und Baugeschichte
Die Jahreszahl 1533 dürfte sich auf die Errichtung der Brandmauern und den hinteren Teil des Hauses beziehen, nicht aber auf die Fassade, die auf 1555 datiert wird. Beim großen Stadtbrand von 1613 blieb das Gebäude verschont. Im 19. Jahrhundert erheblich verändert, kam es im Zweiten Weltkrieg bis auf geringe Schäden davon. Von 1903 bis 2019 befand sich in dem Haus die Bäckerei Läer. Heute befindet sich in dem Haus Tante Sophies Backstube.

## Baubeschreibung
Bei Krahnstraße 4 handelt sich um ein Giebelhaus mit hoher zweigeschossiger Diele und darüber liegendem Speichergeschoss, das erst in späterer Zeit zu Wohnzwecken ausgebaut wurde. Das Haus besteht aus zwei Teilen: hinter dem Vorderhaus schließt sich ein großes, durch Umbauten stark verändertes Hinterhaus an, das über einen unterkellerten Saal verfügte. In dessen Obergeschoss befindet sich noch heute eine ornamental bemalte Balkendecke. Die hohe Diele enthielt früher auf der rechten Seite einen zweigeschossigen Stubeneinbau und auf der linken Seite einen Laden. Die Diele ist zwar noch in ihrer vollen Höhe erhalten, die seitlichen Einbauten hat man inzwischen jedoch wieder entfernt. In späterer Zeit wurde das Erdgeschoss durch große Schaufenster entstellt.
Die Fachwerkfassade wird zu beiden Seiten durch steinerne Brandmauern eingefasst. Das Obergeschoss kragt über Taubandknaggen vor und ist unterhalb der Fenster mit gekreuzten Streben versehen, die mit gotischen Nasen verziert sind. Auf der Schwelle des Speichergeschosses findet sich die folgende Inschrift: „Müh‘ und Arbeit sind umsunst, so Du nicht hast auch Gottes Gunst“. Im oberen Teil ist der Giebel stark verändert; so dürfte auch das jetzige Krüppelwalmdach erst auf einen späteren Umbau zurückzuführen sein.
Entgegen landläufiger Meinung handelt es sich bei Krahnstraße 4 nicht um ein Ackerbürgerhaus, denn in der Diele wurde kein Vieh gehalten. Dieses wurde in gesonderten Gebäuden hinter dem Haus untergebracht. Streng genommen ist Krahnstraße 4 auch kein echter Fachwerkbau, da lediglich die Straßenfassade aus Fachwerk besteht. Alle übrigen Außenwände wurden aus Stein errichtet.